# 格蘭珠格格
格蘭珠格格，姓氏暫𣎴詳，格勒之女。正黄旗包衣第一參領第一滿洲佐領或第三參領第二滿洲佐領下人。清朝康熙帝之早期嬪御:268。

## 生平
康熙二年九月初六日及九月初九日，康熙帝的祖母太皇太后布木布泰共選看了三十位內務府秀女，從中選中三位，並下旨讓員外郎裕祺將此三位女子於九月二十日辰時交予圖克善乳母「送進汗處」。同年十月初五日，包衣諳班上奏詢問入宮之格蘭珠、烏鼐、阿濟根三女子所服緞疋給何等級，太皇太后下旨將她們交予羅弼嬤嬤額涅分辨等級。羅弼嬤嬤額涅奉太皇太后旨意降諭：「女子阿濟根，喉中沙啞，似有痰聲，著令出宮，交還其父母。再，女子格蘭珠、烏鼐，均給掃炕（女子）之等級」。其中，格蘭珠即是阿明阿佐領格勒之女，而烏鼐則是董德貴佐領董德啟之女（即日後的端嬪），於康熙二年九月初六日參加內務府選秀被選中。
目前並不清楚格蘭珠是在何時、以何情況被康熙帝收為後宮主位。康熙八年七月二十八日，太皇太后下達旨意，增加康熙帝位下諸位庶妃的服緞疋數。其中，除已經生育子女的馬佳氏和張氏分別升為服二十匹緞、服十八匹緞之外，還有五位名為格蘭珠、烏鼐、安姐、華塞、觀姐的格格升為服十二匹緞，可知格蘭珠由掃炕女子之等級晉升為服十二匹緞之格格。對比之後的康熙朝內務府檔案，可知格蘭珠此時位分等級高於康熙二十一年服九匹緞之常侍女子，但遠低於服二十匹緞之貴格格。

## 出身
《钦定八旗通志》卷五:正黄旗包衣第一叅领第一满洲佐领系国初编立,始以额尔肯（额尔敏地方兆佳氏满平阿之兄）管理,额尔肯故以宁他哈（亦宁塔哈）管理,宁他哈故以塞弼图管理,塞弼图故以爱明阿（亦阿明阿，康熙通嫔之祖父）管理,爱明阿年老辞退,以多弼（亦多毕，通嫔及其堂姐玛兰珠、孝恭仁皇后都是多弼佐领下人，在康熙十四年，玛兰珠和孝恭仁皇后参加选秀）管理,多弼改𨽻王府.......佐领二达色(通嫔曾祖撤臣胞兄喀尔喀玛元孙，见八旗通谱）管理，二达色故以佐领富贵（伊龄阿之父）管理，富贵升授淮闗............。又有：正黄旗包衣第三叅领第二满洲佐领亦系国初编立，始以寗塔哈（即上文宁塔哈）管理，寗塔哈故以阿明阿（即上文爱明阿，康熙通嫔之祖父）管理，阿明阿故以多毕（即上文多弼）管理，多毕故以满毗管理，满毗改𨽻王府（和上文类似改𨽻王府），以马保住管理，马保住故以四格管理，四格縁事革退以尼延色（即通嫔父常素保之弟，见乌拉那拉氏族谱）管理。第一历史档案馆，格蘭珠即是阿明阿佐領格勒之女。由此确定，格蘭珠是正黄旗包衣第一參領第一滿洲佐領或第三參領第二滿洲佐領下人。格蘭珠，为通嫔堂姐可能姓较大。

## 備註
1. ↑  服緞疋數是後宮主位、婦差和宮女等後宮人員每年從官方獲得的綢緞數量，不僅可視為她們的基本物質待遇，還可作為衡量尊卑的標桿。